# Glicerol 1-fosfat
sn-Glicerol 1-fosfat je fosforni estar glicerola, koji je komponenta za arheje specifičnih etarskih lipida. Ovo jedinjenje se takođe naziva glicero-1-fosfat, 1-O-fosfonoglicerol, i 1-fosfoglicerol. Iz istorijskih razloga one je poznato i kao L-glicerol 1-fosfat, D-glicerol 3-fosfat, i D-α-glicerofosforna kiselina.

## Biosinteza i metabolizam
Glicerol 1-fosfat se sintetiše redukcijom dihidroksiaceton fosfata (DHAP), glikoliznog intermedijera, sa sn-glicerol-1-fosfat dehidrogenazom. DHAP i stoga glicerol 1-fosfat se takođe može sintetisati iz aminokiselina i intermedijera ciklusa limunske kiseline putem glukoneogeneznog puta.
 + NAD(P)H + H+ →  + NAD(P)+
Glicerol 1-fosfat je početni materijal za de novo sintezu za arheje specifičnih etarskih lipida, kao što su arheol i kaldarhaeol. On se prvo geranilgeranilira na svojoj sn-3 poziciji citosolnim enzimom, fosfoglicerol geranilgeraniltransferazom, i druga geranilgeranil grupa se dodaje na sn-2 poziciju čime se formira nezasićena aretidna kiselina, koja je ključno jedinjenje za sintezu arhejnih lipida.
 + GGPP → geranilgeranil glicerol fosfat + PPi